# Louis-Jules Bouchot
Pour les articles homonymes, voir Bouchot (homonymie).
Louis-Jules Bouchot, né le 12 août 1817 à Paris où il meurt le 15 août 1907, est un architecte français qui réalise notamment la gare de Nice-Ville et la première gare centrale de Milan.

## Biographie
Louis-Jules Bouchot est né le 12 août 1817 au no 47 de la rue de Seine à Paris, ses parents sont Félix Bouchot, employé de l'administration générale des Postes, et Adélaïde Louise Étienne.
Élève de la promotion 1834, il fait ses études à l'École des beaux-arts de Paris où il est l'élève d'Alphonse de Gisors, son oncle.
Il alterne des travaux dans le cadre de charges institutionnelles et de commandes privées. 
Architecte en chef de la Compagnie des chemins de fer de Paris à Lyon et à la Méditerranée (PLM) avant de devenir l'architecte du gouvernement français, il est l'un des destinataires du rare album du chemin de fer PLM commandé en 1859 par James de Rothschild au photographe Edouard Baldus.
Il meurt le 15 août 1907 à son domicile au no 6 de la rue de l'université à Paris. Ses obsèques ont lieu à Paris cérémonie religieuse à l'église Saint-Thomas-d'Aquin puis l'inhumation au Cimetière du Montparnasse.

## Réalisations
- Palais de justice de Tarbes (1850)
- Château Talabot (Bastide du Roucas-Blanc) à Marseille pour Paulin Talabot (1860)
- Hôtel des Docks[9] à Marseille (1863). Classé monument historique.
- Gare centrale de Milan (1864)
- Gare de Valence-Ville
- Gare d'Avignon-Centre[10] (1866)
- Gare de Nice-Ville (PLM) (1865-1867)
- Gare de Toulon (reconstruction après l'incendie qui détruisit la gare de l'architecte Laroze)
- Ministère des Armées au 231 du boulevard Saint-Germain à Paris. (1866-1883)

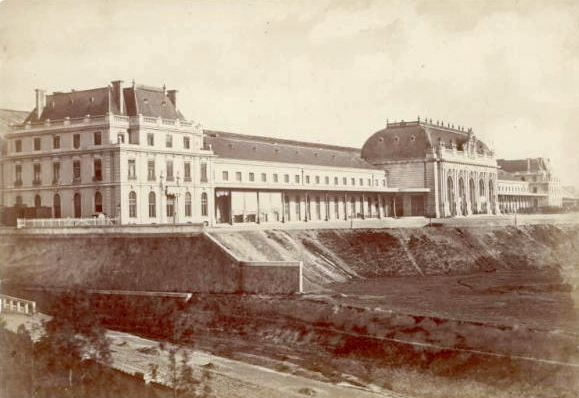
La gare de Milan en 1864
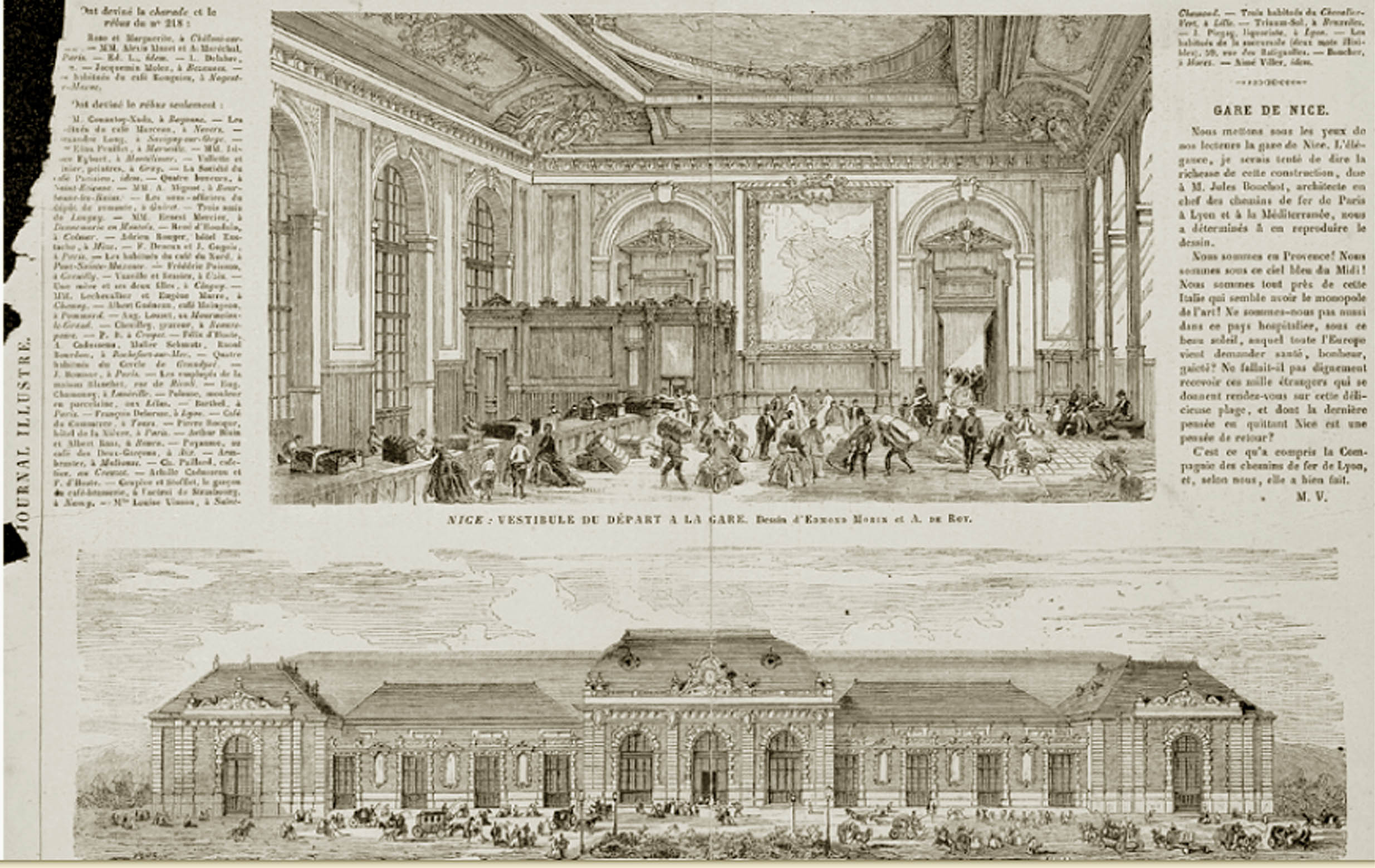
Gare de Nice en 1865
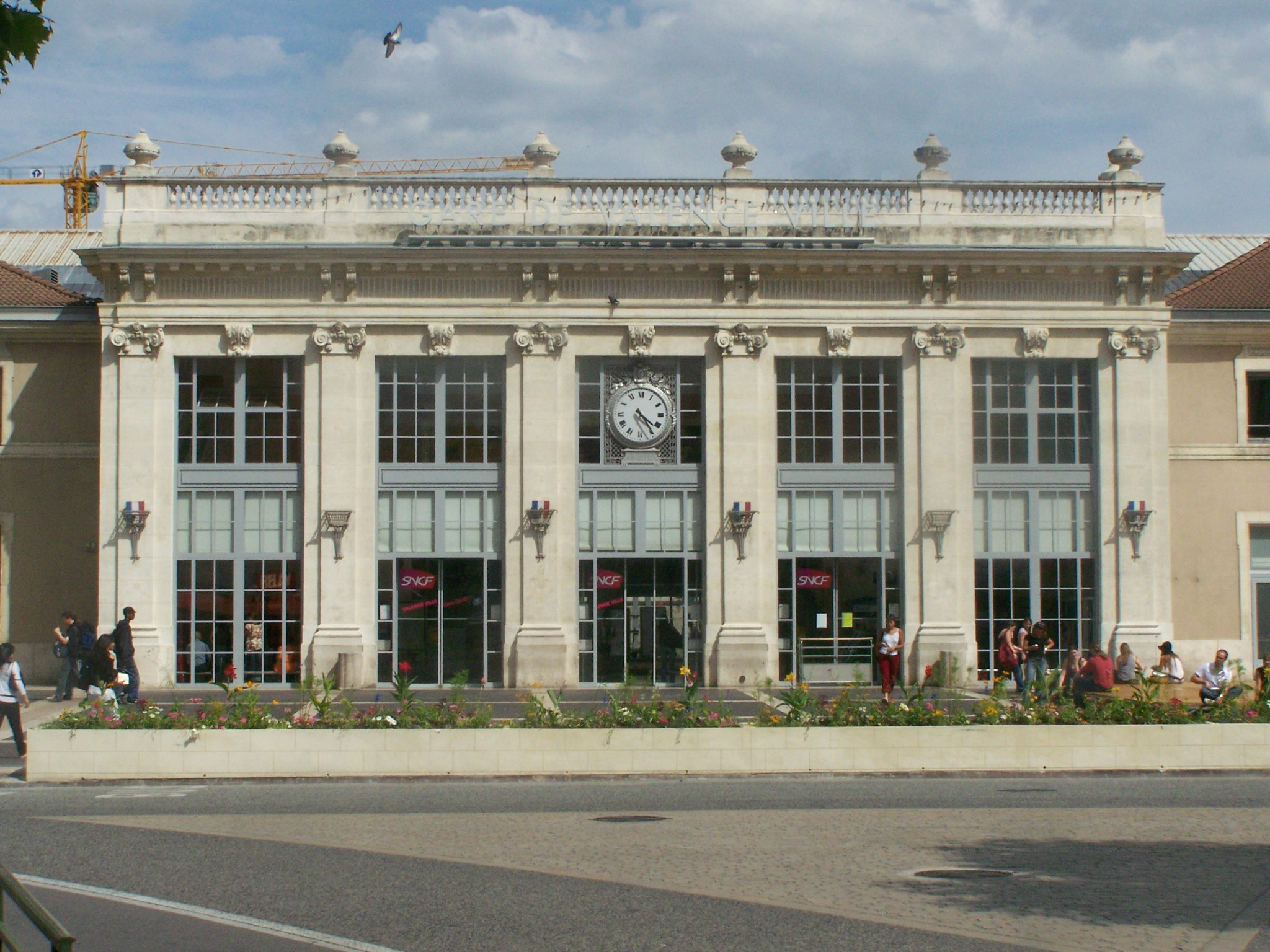
Façade de la gare de Valence-Ville.
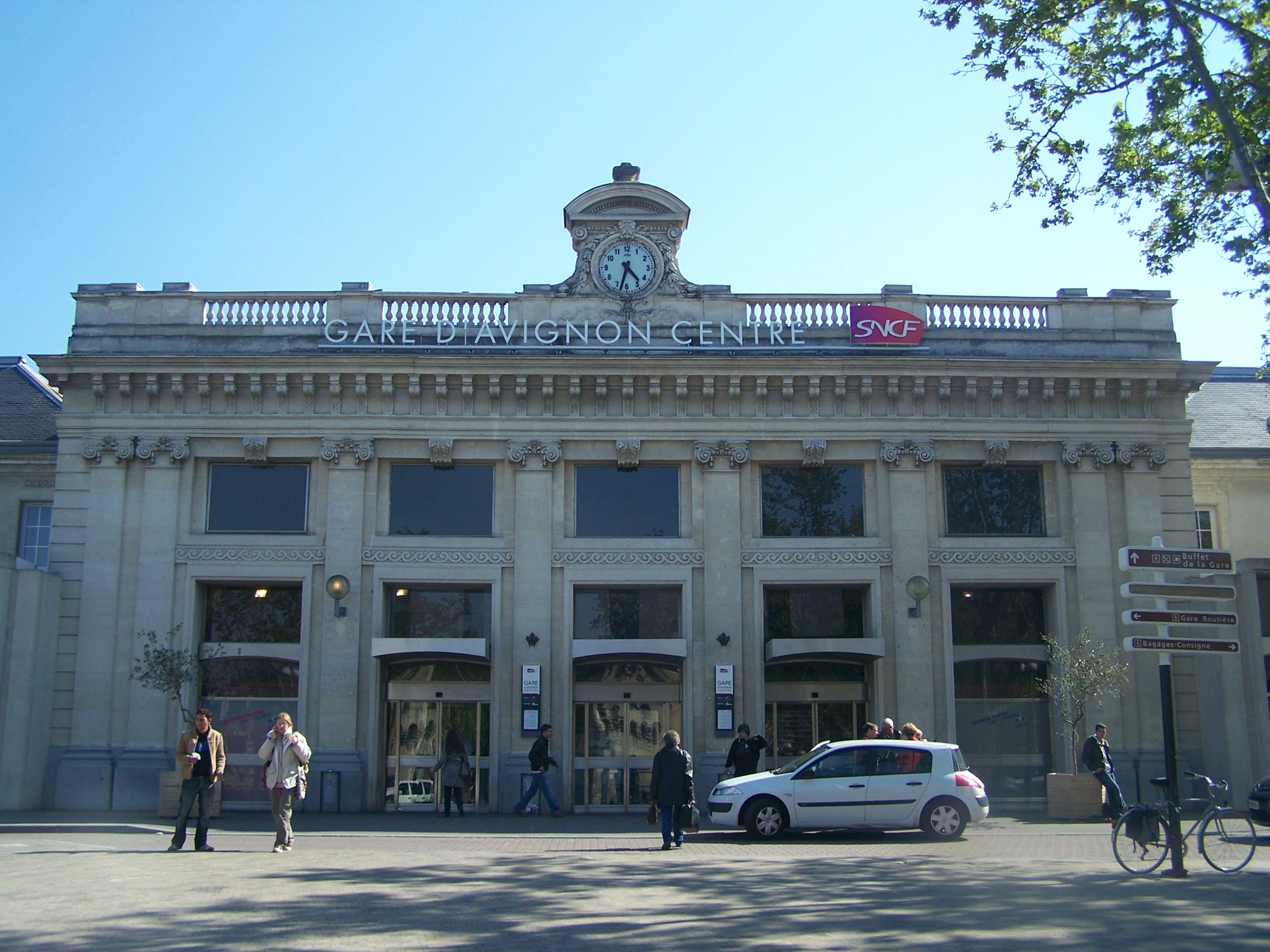
Façade de la gare d'Avignon-Centre

## Distinctions
- Il est nommé chevalier de l'Ordre national de la Légion d'honneur le 12 août 1860 et est promu officier le 5 février 1878[11].

Il est nommé en Italie chevalier de l'Ordre des Saints-Maurice-et-Lazare.

## Buste de Louis-Jules Bouchot
Buste de Louis-Jules Bouchot, par Gustave Adolphe Désiré Crauk. Le musée des beaux-arts de Valenciennes conserve un exemplaire en plâtre et le musée d'Orsay un bronze ayant appartenu à la veuve du sculpteur avant son acquisition en 1928.